# Hydrovatus
Hydrovatus es un género de coleópteros adéfagos  perteneciente a la familia Dytiscidae. 

## Especies seleccionadas
- Hydrovatus abaonus
- Hydrovatus abraeoides	Regimbart 1895
- Hydrovatus absonus	Guignot 1948
- Hydrovatus acuminatus	Guignot 1950
- Hydrovatus acutus	Sharp 1882
- Hydrovatus adachii	Kamiya 1932
- Hydrovatus adelphus	Guignot 1956
- Hydrovatus aequatorius	Gschwendtner 1943
- Hydrovatus affinis	Regimbart 1895